# Give a Girl a Reason
Give a Girl a Reason es el álbum debut como solista de Jennifer Peterson-Hind. Fue el primer álbum que se lanzará por Groundwork Records, que ella cofundó junto con Jace Smith y su esposo, Tom Korbee.
Jennifer y Tom escribieron la balada, "All I Have to Give". Jennifer filmó un vídeo musical para su primer sencillo, "Good Night Tonight" en mayo de 2007.

## Lista de canciones
1. "Good Night Tonight"
2. "Give a Girl a Reason"
3. "All I Have to Give"
4. "Poor Little Fool"
5. "Girl Needs to Cry"
6. "So in Love"
7. "Man Like That"
8. "He Ain't You"
9. "Head Over Heels"
10. "I Can't Help It (If I'm Still in Love with You)"

## Sencillos
- "Good Night Tonight" (2007)

- Datos: Q5880578